# Alt 속성

HTML의 img 태그에서 쓰이는 alt 속성은 그림이 렌더링되지 못할 때 나타날 문자열을 지정하기 위한 값이다. 다음과 같은 이유로 사용된다.
- 그림의 링크가 죽었거나, 인터넷 연결 속도나 품질이 낮다든지 화면이 제한적인 이동형 장비에서 그림을 내려받지 않고 문자열만 보여주기 위해 사용된다.

- lynx나 w3m과 같은 텍스트 전용 웹 브라우저에서 사용된다. 텍스트 브라우저들은 일반적으로 그림을 직접 보여줄 수 없으므로 alt 속성에 있는 값을 보여주는 경우가 많다. 그러나 예외적으로 w3m-img는 그림을 직접 보여 준다.

- 수많은 검색 엔진은 그림에 대한 정보를 alt 속성을 읽어서 얻는다.

- 시각장애인 등을 위해 문서의 내용을 목소리로 변환해 주는 음성 합성 기술을 이용한 스크린 리더(또는 Text-to-speech) 소프트웨어에서 사용된다.

예를 들어 아래와 같이 사용하면 그림이 표시되지 않는 웹 브라우저에서는 '그림'이라는 문자열이 표시되며 스크린 리더를 이용할 경우 이미지의 URL이나 링크 대신 alt 속성으로 지정한 문구 '그림'이 목소리로 출력된다.
```
   <img src="주소" alt="그림" />
```

별다른 의미 없이 화면을 꾸미기 위해 사용된 그림 등이 웹 브라우저나 스크린 리더가 잘못 인식하는 것을 방지하려면 alt=""처럼 빈 속성값을 지정하면 된다.
이미지 위에 마우스 커서를 올려 놓을 때 나오는 툴팁 문구를 지정하기 위한 방법으로 여러 인터넷 브라우저에서는 alt 속성을 전통적으로 사용해왔지만 실제 그림의 제목을 지정하기 위해서는 title 속성이 따로 사용된다.